# Amt Hohner Harde
La comunità amministrativa di Hohner Harde (Amt Hohner Harde) si trova nel circondario di Rendsburg-Eckernförde nello Schleswig-Holstein, in Germania.
Fino al 1º gennaio 1999 l'ente portava la denominazione di «Amt Hohn»; in tale data assunse la nuova denominazione di «Amt Hohner Harde».

## Suddivisione
Comprende 12 comuni:
1. Bargstall (152)
2. Breiholz (1 391)
3. Christiansholm (226)
4. Elsdorf-Westermühlen (1 595)
5. Friedrichsgraben (49)
6. Friedrichsholm (413)
7. Hamdorf (1 370)
8. Hohn (2 468)
9. Königshügel (177)
10. Lohe-Föhrden (442)
11. Prinzenmoor (157)
12. Sophienhamm (300)

Il capoluogo è Hohn.
(Tra parentesi i dati della popolazione al 31 dicembre 2021)